# Château de Thozée
Le château de Thozée est un bâtiment situé en Wallonie dans le hameau de Pontaury (commune de Mettet), en Belgique. Il est célèbre pour avoir été la résidence de l'artiste Félicien Rops entre 1852 et 1874.

## Historique

### Étymologie
Une villa Toscias est mentionnée au xiie siècle. Au xve siècle, après plusieurs glissements, la graphie de Thozée apparaît. Comme la ville voisine de Fosses, Thozée a longtemps fait partie de la Principauté de Liège.

### Propriétaires
Dans la seconde moitié du XVIIe siècle, le château de Thozée fut attribué à la famille Stévenin par lettres patentes de Philippe IV d’Espagne. Jean-Baptiste Stévenin, alors capitaine aux Îles et Forteresses du Rhin, devint le premier baron de Thozée. Cette attribution marqua une période significative pour le domaine, sous la gestion de cette famille qui joua un rôle notable dans la région.
Cependant, au début du XVIIIe siècle, un litige successoral éclata au sein de la famille Stévenin. En 1724, des héritiers s’opposèrent devant la Cour des princes-évêques de Liège, menant à un partage ou à une revente du domaine. Ce contentieux marqua la fin de l’influence directe des Stévenin sur le château.
Au fil des transmissions, la famille Henry aurait acquis le château, consolidant sa présence dans la région. Certaines sources modernes mentionnent des tentatives de la part des nouveaux propriétaires pour effacer les traces de la famille Stévenin dans l’histoire locale, en attribuant une possession ininterrompue aux Henry depuis 1478.
Donc pour certains le premier propriétaire connu est Collin Henry († 1527), qui relève le fief de Thozée en 1478, et durant cinq siècles, le château de Thozée est occupé par la famille Henry, qui prendra le nom de Henry de Faveaux avec Pierre-Louis Henry (1666-1736).
Parmi les enfants de ce dernier, Charles Henry de Faveaux (1757-1818) est maire de Mettet et anobli par Napoléon. Il est le père de Ferdinand (1783-1877) et Charlotte de Faveaux (1797-1862), dont la fille unique, également prénommée Charlotte, épouse l'artiste Félicien Rops le 28 juin 1857.
Après le départ de celui-ci pour Paris en 1874 et le prononcé de la séparation de biens du couple (Le divorce a été aboli par la loi Bonald le 8 mai 1816. La seule forme légale de rupture conjugale sera, jusqu’en 1884, la séparation de corps ou séparation de biens), Charlotte se retire définitivement à Thozée, où elle élève leur fils, Paul. Elle meurt le 22 mars 1929 à l’âge de 94 ans.
Leur petite-fille, Élisabeth Rops, meurt en juin 1996. Ses héritiers, Danièle Rops et ses deux fils sont, pour une raison obscure, déshérités[réf. souhaitée].
Le château devient alors la propriété de la Fondation Félicien Rops, qui a pour mission de restaurer le château et la ferme de Thozée, de leur insuffler une nouvelle vie culturelle, de protéger et de rendre accessibles les précieuses archives familiales.

## Description

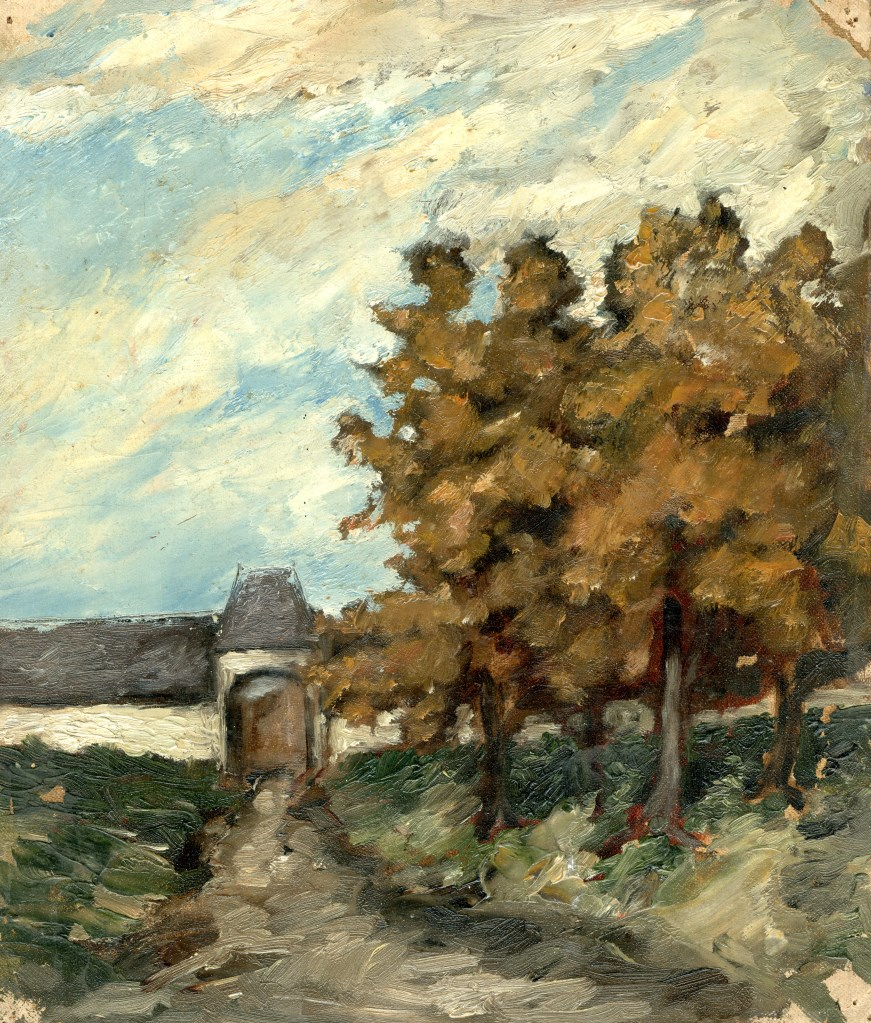
Entrée du château de Thozée, par Félicien Rops (vers 1858)

### Le domaine
Le château de Thozée se trouve au cœur d'un domaine de 19 hectares, qui comprend un ensemble bâti composé d'une ferme du xixe siècle à l'abandon, groupée autour d'une cour irrégulière plantée d'arbres, d'un château du xixe siècle, et d'un vaste parc d'arbres remarquables, qui constitue un élément marquant du paysage de Pontaury, caractéristique de la région de la Thiérache.
On accède au château par trois drèves de marronniers, de tilleuls et de hêtres. Une partie importante du parc est constituée d’anciens vergers et pâtures. Le jardin à la française, strictement axé sur la façade du château, s’est transformé en un jardin anglais, où les vasques, balustrades, bancs, etc. se mêlent aux sculptures végétales des ifs. Le grand étang a été soigneusement positionné en contrebas des jardins pour servir de miroir à la façade sud du château.

### Le château
La construction du château, qui repose sur d’anciennes fondations du xve siècle, est entamée en 1708. L'aspect du bâtiment avant cette date n'est pas connu.
La bâtiment actuel est une gentilhommière néo-classique entre cour et jardin, qui garde le plan en U de la cense de 1708. Le corps principal comporte un niveau sur caves hautes, un avant-corps, une tour nord-est et deux ailes latérales.
À la suite du passage des sans-culottes de Dumouriez, Charles Henry de Faveaux (1757-1818) reconstruit la ferme au début du xixe siècle et place ses armoiries au-dessus du portail d'entrée, pour rappeler son anoblissement par Napoléon Bonaparte.
C'est Ferdinand Henry de Faveaux qui apporte les dernières transformations au château dans le style néo-gothique troubadour : construction de la tour sud-est, avec uniformisation des toitures des deux tours, création d'un avant-corps au sud et d'une chapelle au nord, surélévation d'une partie de l'aile sud, ajout de lucarnes néo-gothiques et aménagement de la fenêtre de l'étage de l'avant-corps côté cour.
Du décor intérieur ressort une atmosphère générale du xixe siècle. Cinq pièces et un couloir ont été classés pour leur aspect intérieur : le salon central, aux murs décorés de nombreux tableaux de Rops et de son époque, le salon de musique, la chambre bleue, qui servait de chambre d’ami (notamment Baudelaire), la salle à manger et le salon vert.

## Félicien Rops et le château de Thozée
Avant de s’installer à Thozée, le peintre et graveur Félicien Rops (1833-1898) et son épouse Charlotte Polet (1835-1929) vivent dans la maison familiale des Rops, à Namur, puis à Bruxelles, avenue Louise. Durant cette période, ils font de nombreux séjours à Thozée, où vit l’oncle de Charlotte, Ferdinand de Faveaux, conseiller communal à Mettet.
Tout au long de sa vie, Rops est très attaché à sa région natale et particulièrement à la contrée de l'Entre-Sambre-et-Meuse et de Mettet.
Pour Félicien Rops, le château de Thozée est un lieu de loisirs (chasse, patinage, herbiers, etc.), de travail (peinture du parc et des environs, réflexion sur l'enseignement de la gravure, composition de ses œuvres Pédagogiques) et de rencontres : il y invite Charles de Coster, Charles Baudelaire et son éditeur Auguste Poulet-Malassis, le photographe Armand Dandoy, les peintres Louis Dubois, Louis Artan ou Edmond Lambrichs (d), le poète Albert Glatigny, l'écrivain Alfred Delvau, etc.
Il y réside, en continu ou ponctuellement, entre 1852 et 1874.